# Benjamin Corbisier de Méaultsart
Benjamin Joseph Corbisier de Méaulsart (Mainvault, 11 februari 1788 - Sint-Joost-ten-Node, 18 maart 1883) was een Belgisch edelman, uit een familie van magistraten.

## Levensloop
- Benjamin Corbisier werd onder het Verenigd Koninkrijk der Nederlanden procureur des Konings en voorzitter van de rechtbank van eerste aanleg in Nijvel. In 1830 werd hij door het Voorlopig Bewind afgezet maar in november van hetzelfde jaar werd hij benoemd tot raadsheer bij het hof van beroep in Brussel. In 1867 werd hij raadsheer bij het Hof van Cassatie, een ambt dat hij vervulde tot aan zijn emeritaat in 1878. Hij was een zoon van Jacques Corbisier en van Florence Liénart. Hij kreeg in 1843 vergunning om de Méaultsart aan zijn familienaam toe te voegen, werd in 1844 opgenomen in de Belgische erfelijke adel en werd in 1881 voorzien van de erfelijke titel 'pauselijk baron'. Hij trouwde in Nijvel in 1813 met Anne Dept (1787-1873) en ze kregen drie kinderen.
  - Victor-Denis Corbisier de Méaultsart (1816-1903) werd raadsheer bij het Belgische Hof van Cassatie. Hij trouwde met Mathilde Roulx Duchesnoy (1831-1916) en ze kregen drie kinderen.
    - Gaston Corbisier de Méaultsart (1852-1901) werd rechter bij de rechtbank van eerste aanleg in Brussel. Hij trouwde met Cécile Faider (1870-1945), dochter van Amédée Faider, eerste voorzitter van het hof van beroep in Brussel, en van Marie-Adèle Dequesne. Ze kregen drie kinderen.
      - Etienne Corbisier de Méaulsort (1894-1965) werd in 1957 vereerd met de titel ridder, overdraagbaar bij eerstgeboorte. Hij trouwde in 1923 in Luik met Adrienne Chaudoir (1900-1961) en ze kregen vier kinderen, met afstammelingen tot heden. Hij hertrouwde in 1964 in Ukkel met Hélène de Vos te Steene (1925- ).